# Třebechovický betlém

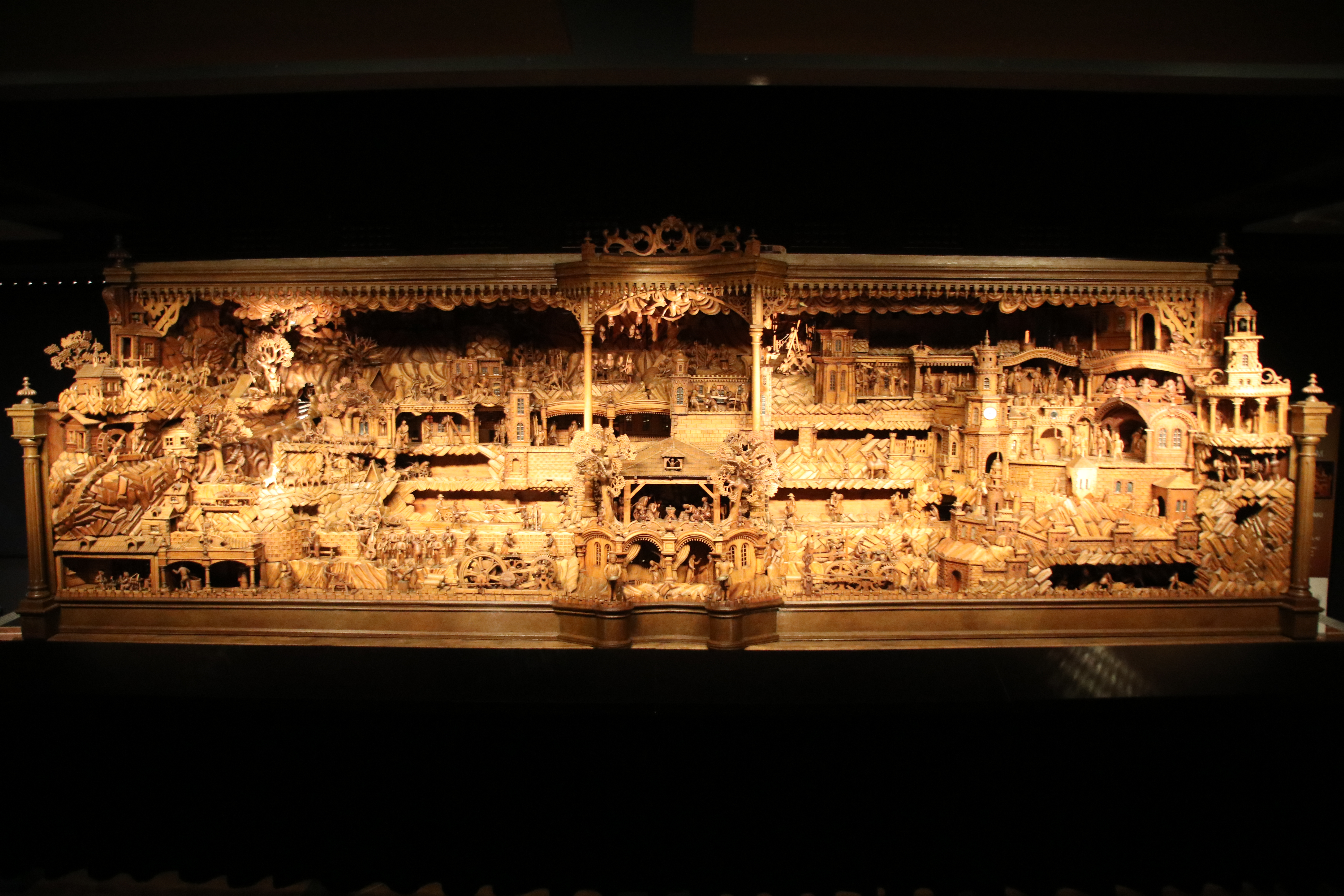
Třebechovický betlém.

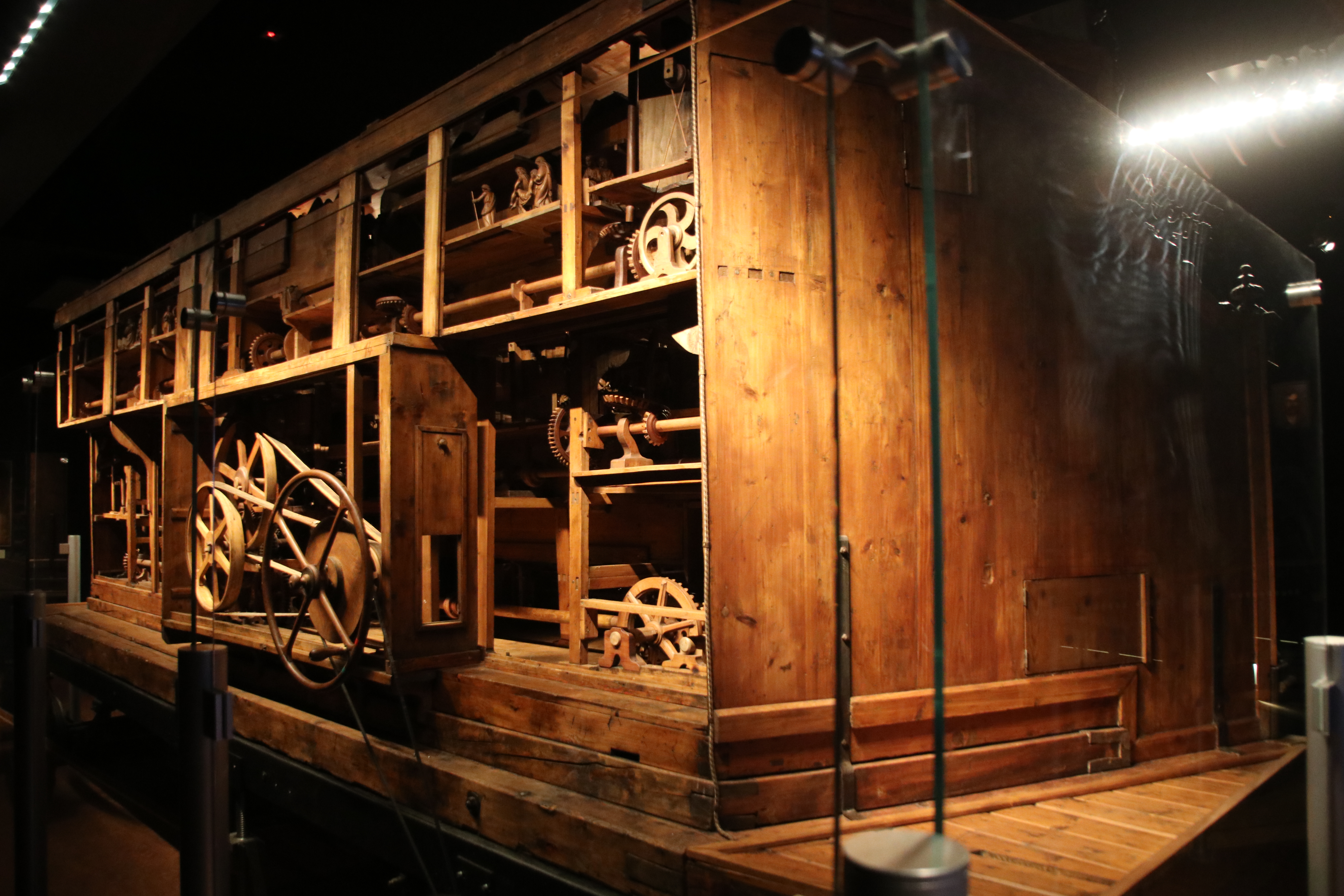
Třebechovický betlém. Mechanismus.

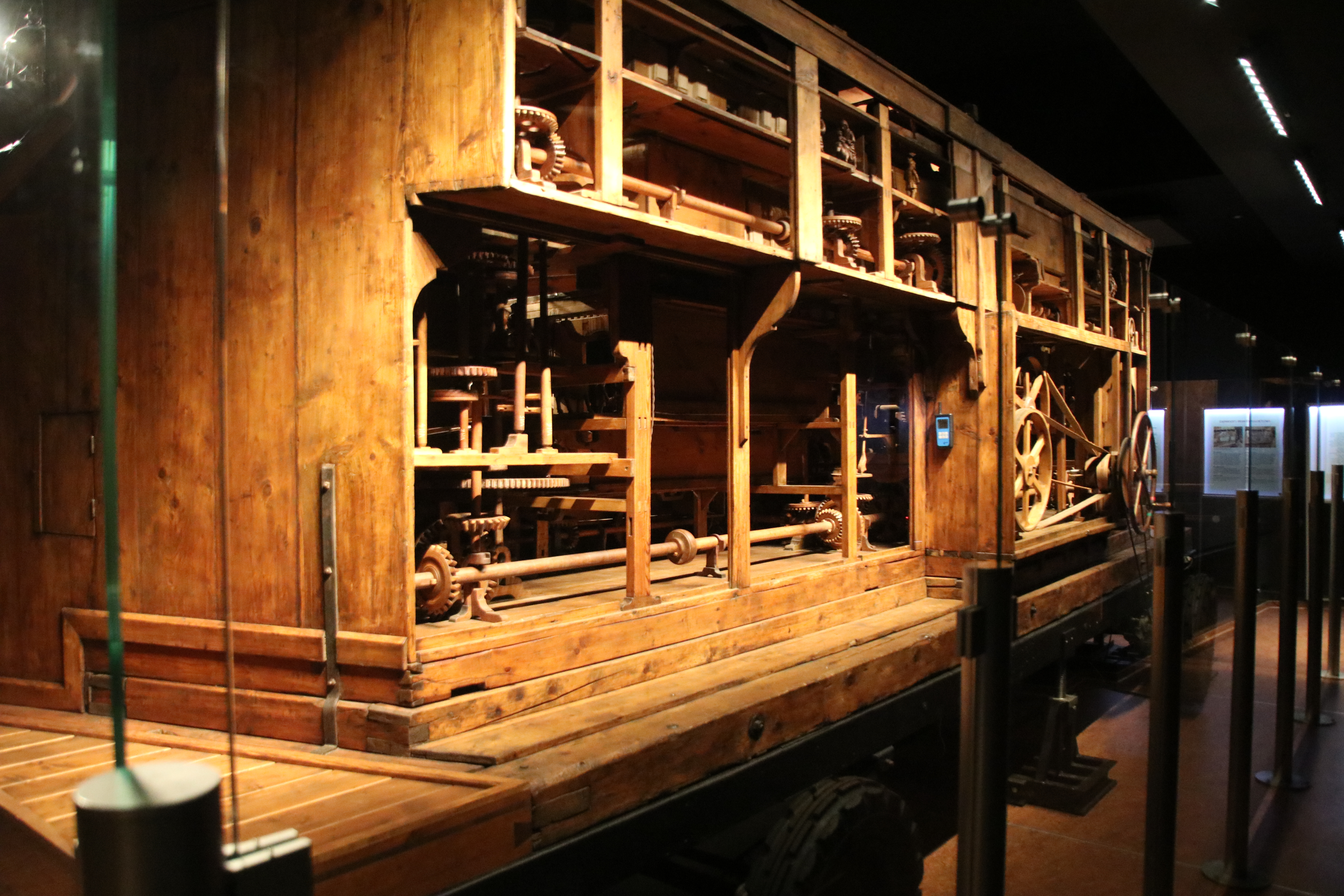
Třebechovický betlém. Mechanismus.

Třebechovický betlém (známý též pod názvem Proboštův betlém) je celodřevěný mechanický betlém, který je dílem Josefa Probošta, Josefa Kapuciána a Josefa Frimla. V roce 1999 byl prohlášen za národní kulturní památku. Betlém vznikal od roku 1882 až do Proboštovy smrti v roce 1926.
V současnosti betlém vlastní město Třebechovice pod Orebem. Od roku 2013 je umístěn v nové budově v Třebechovickém muzeu betlémů a je veřejnosti přístupný.

## Historie do konce 2. svět. války

### Vznik
S tvorbou betlému začal Josef Probošt v roce 1882, když se s pomocí svých přátel pustil do vyřezávání jesliček jako dárek pro svou ženu. Té je daroval v roce 1885. Poté se jesličky rozhodl rozšířit na celý betlém. Údajně si měl objednat nářadí až z Vídně. O první rady se obrátil k místnímu řezbáři Janu Krištofovi. Chtěl vytvořit betlém, který „bude největší a nejkrásnější na světě, takže se na něj určitě přijede podívat z Vídně sám císař pán.“

### Řezbáři a další tvůrci
Později přizval Josef Probošt ke spolupráci řezbáře Josefa Kapuciána, který se zestárlý a takřka hluchý vrátil z cest po světě. Probošt mu nabídl stravu a ubytování jako odměnu za spolupráci na betlému. Kapucián nabídku přijal a ujal se vyřezávání figurek. Sám Probošt vytvořil jen několik postaviček, podílel se hlavně na scénografii, tvorbě krajiny, architektuře, řešení konstrukčních problémům a organizaci práce. Vyřezávání probíhalo v kůlně u Proboštů. Po dokončení biblické části Probošta dostihly výčitky svědomí, že se nevěnuje hospodářství a práci načas přerušil. Pak ale dostal nápad ztvárnit i obyčejný život třebechovických obyvatel a tvorbě zcela propadl.
Betlém a jeho tvůrci se přesunuli do světnice po nájemnících. Zde se scházeli tzv. „betlémáci“. Mezi ně kromě obou Josefů patřili písmák Jan Kupka, švec Odónek Černý, sedlák Hejcman, cestář Matouš z Boru, truhlář Jan Podstata, Zvoníček od kapličky, bednář Brouček, tkadlec Karel Zelený, řezník Antonín Kolenec a mladý železničář Jan Sedláček z Bědovic. Vzhledem k velkému zájmu zapojit se do této tvůrčí skupiny vymysleli betlémáci podmínky pro přijetí do skupiny: zájemce musel donést bochník čerstvě upečeného chleba, velký pletenec buřtů a rovněž několik lahví kořalky. Ti přicházeli i s nápady na nové figurky. Pomáhali rovněž s vyhledáváním předloh v knihách o antickém umění a v tehdejších pohlednicích, které reprodukovaly renesanční sochařská díla. Inspirovali se i v rytinách ilustrované české bible od Karla Bellmanna z roku 1864. Ve městě se řezbářům dostalo posměchu, ale i podpory. Například Proboštův bratr Karel (1851–1900), jenž pracoval jako tajemník purkmistrovského úřadu v Třebechovicích, přicházel za oběma Josefy s řadou nápadů na nové figurky. Betlém uvedl do pohybu sekerník Josef Friml.

### Změna majitele
Po Proboštově smrti v roce 1926 jeho rodina vyhodila betlém do staré kůlny.. Na počátku 30. let se Proboštova dcera Anna s manželem Josefem Moravcem rozhodla otcovo dílo prodat. O koupi betlému se zajímali kočovní loutkoherci, několik pražských obchodníků, Tomáš Baťa pro své Muzeum práce (kvůli ševcovské dílně) či městský kronikář Vilém Koleš pro městské muzeum. Podle dvou dopisů z roku 1928 uložených v Moravském zemském muzeu v Brně chtělo koupit betlém také etnografické oddělení brněnského muzea, a to za 60 000 korun. Prodej zprostředkovával zednický a tesařský mistr Emil Spáčil z Třebechovic, avšak pravděpodobně kvůli vysoké ceně k prodeji nedošlo. Následně jej odmítli odkoupit místní představitelé katolické církve i správa diecéze v Hradci Králové.
Poté se do věci vložil mladý učitel češtiny František Skřivan (1893–1968), který se o betlému dozvěděl od svých žáků, kteří si pod lavicemi v hodinách hráli s krásně vyřezanými postavičkami. Spolu se svými přáteli se rozhodl Proboštův betlém zachránit. Dne 13. července 1934 betlém pro Československou církev husitskou koupil majitel továrny na kožené zboží v Třebechovicích Jaroslav Burdych (1892–1957) za 15 225 korun, což v té době byla cena malého rodinného domku. Prodej zprostředkoval František Skřivan. Smlouva o tom, že byl zakoupen pro církev, se nedochovala, zůstal pouze výpis z kupní smlouvy o zakoupení betlému včetně řezbářského modelu Orebu a Potštýna. Nejprve se Proboštův výtvor za pomoci členů československé církve přesunul do garáže Dotřelova mlýna.

### Třicátá léta - oprava
Betlém složený v bednách znovu sestavil Jan Sedláček, s čištěním pomáhali i Skřivanovi žáci. V laboratoři místní Vitouškovy koželužny Skřivan chemickými prostředky zbavil betlém červotoče. V roce 1935 pořídil malý elektrický motorek, který Proboštův výtvor pohání dosud. U svého rodinného domu na Hradecké třídě postavil pro betlém přístřešek, kde jej ukazoval návštěvníkům. Umístil ho na dřevěný podvozek s železným rámem a pneumatikami. Cílem cest mělo být podle zápisu v třebechovické kronice Československé církve husitské zajištění financí pro výstavbu jejich kostela na Orebu, kde měl být poté Proboštův betlém trvale umístěn. Ovšem z tohoto záměru sešlo.

### Výstavy do r. 1938
Poprvé byl betlém vystaven ještě za Proboštova života v roce 1906 na výstavě Zemské jednoty řemeslnické v Chrasti u Chrudimi. Získal diplom a zlatou medaili „Práci a pokroku“, avšak žádnou finanční odměnu, kterou Probošt nutně potřeboval. Po vzoru podkrkonošských betlémářů uvažoval, že by své dílo umístil na valník či podvozek a vydal se s ním na cesty po poutích, jarmarcích a výstavách. Ze vstupného chtěl hradit alespoň část ztrát, které vznikly na Proboštově hospodářství během tvorby betlému. Po Kapuciánově smrti v roce 1908 přibylo již jen několik postaviček. V roce 1914 se divákům představil v Chocni. Během první světové války Probošt spolu s Janem Sedláčkem betlém drobně přestavoval, doplňoval o kulisy, vylepšoval pohyblivý mechanismus a vyměňoval figurky za povedenější. Údajně měl být k betlému pro větší efekt připojen ještě flašinet hrající koledy, ten se ale nedochoval. Darované peníze příležitostných návštěvníků Probošt většinou propil.
V roce 1934 se betlém zúčastnil výstav v Kostelci nad Orlicí a Pardubicích. Následující rok jej návštěvníci mohli spatřit ve výstavní síni Myslbeka v Praze. V roce 1936 byl k vidění v Brně a Dvoru Králové nad Labem. Rok nato sklidil obdiv v Piešťanech, Hlohovci a Bratislavě, kde vyhrál medaili. Roku 1937 získal zlatou medaili na Výstavě Slovácka v Uherském Hradišti. Podle zápisu Antonína Dědourka ve Školním měsíčním zpravodaji z roku 1937 vznikl téhož roku Kroužek přátel Proboštova betlému, který si vzal za cíl vybudovat důstojný prostor pro betlém v blízkosti posledního odpočinku jeho tvůrců. V roce 1938 byl ke zhlédnutí na Východoslovenské výstavě v Košicích. Neúčastnil se výstav jesliček pořádaných ve 30. letech v sudetských oblastech i v československém vnitrozemí. Další putování po výstavách ukončil začátek druhé světové války.

### Druhá světová válka
Během ní našel úkryt ve zděné části Dotřelova mlýna na břehu řeky Dědiny, odtud jej kvůli bezpečnosti přesunuli do staré pivovarské lednice pod Orebem. Toto stěhování mělo několik důvodů: František Skřivan se doslechl, že Joseph Goebbels v okupovaných zemích vykrádá umělecká díla a odváží je do Německa, navíc byl tehdejší přístřešek pro betlém u Skřivanova domu, které stál nedaleko frekventované železniční tratě, kde na konci války letci spojenců odstřelovali vlaky a hrozilo, že střely či následky výbuchu poškodí Proboštovo dílo.

## Poválečné osudy betléma

### Pokusy o stálé vystavení a znárodnění
Podle archivních dokumentů si Skřivan s Burdychem u města podal žádost o koupi pozemku na Orebu v těsné blízkosti hřbitova, kde chtěli pro betlém postavit jednopodlažní budovu. Stavba měla pravděpodobně sloužit i jako městské muzeum. Odpověď na tuto žádost se nepodařilo nalézt a projekt se nerealizoval. Dokumentace projektu s názvem Pavilon pro třebechovický Proboštův betlém byla objevena v roce 2001. V měřítku 1:100 ji vypracoval královéhradecký architekt Josef Novák. Po válce začal Skřivan plánovat zpřístupnění betlému veřejnosti. Letáky s jeho sloganem „Pohádka, která se poslouchá očima“ byly rozeslány po celé republice. V roce 1949 komunisté Burdychovým zabavili majetek a Třebechovický betlém se stal majetkem státu. Roku 1951 si Proboštovo dílo oficiálně převzala Národní kulturní komise a svěřila jej do péče zdejšího národního výboru.

### Obnovení zájmu o betlém
Betlém zůstal až do poloviny 60. let ve Skřivanově kůlně. Předseda městského národního výboru a zdejší komunistické strany Jan Vokoun se zasazoval o likvidaci betlému jako „produktu náboženského tmářství“. Vokounovu žádost o likvidaci (spálením) však úředníci ministerstva kultury zamítli.

### Zahraniční výstavy (EXPO 1967)
V roce 1965 se František Skřivan zasadil o zapsání Proboštova betlému na seznam kulturních památek. O betlém se tak začali zajímat novináři. O Vánocích roku 1965 byl o něm vysílán televizní dokument. Pozornost se na něj upřela i ze zahraničí. V roce 1967 na světové výstavě v Montrealu reprezentoval lidové umění z přelomu 19. a 20. století. Účast na výstavě odsouhlasil příslušný oddělení ÚV KSČ s odůvodněním, že „vystavení betléma posílí před světovou veřejností komunistické tvrzení o míře náboženské svobody v Československu.“ Před montrealskou výstavou Expo vznikl další dokument s názvem Probošt pro Montreal pod vedením režiséra Jindřicha Fairaizla. Do Kanady putoval nerozebraný v pevné hermeticky uzavřené uvnitř oplechované bedně o rozměrech 7,55×3,55×3,44 metru za asistence odborníků z národního podniku Československé hudební nástroje. Bedna zabránila zvlhnutí na moři i jeho poškození při přesunech. Kvůli výšce bedny, která přesáhla profil železničních tratí, byl přepravován po silnicích ve speciálním vozidle. V sobotu 14. ledna 1967 naložily dva autojeřáby sedm tun vážící náklad na vůz, který jej dopravil do děčínského přístavu. Odtud putoval po Labi na říční lodi do Hamburku, kde jej přeložili na zámořskou loď.
V Montrealu se na něj přišlo podívat přes osm milionů návštěvníků. Stál vedle loutek Jiřího Trnky. Neznámý pachatel tu ukradl figurku slona z průvodu Tří králů. Na zpáteční cestě byl vystaven v Bruselském pavilonu v Praze. Z Prahy putoval již bez bedny zakrytý plachtou na vlastním podvozku taženém traktorem. V roce 1968 se představil v holandském miniaturním městečku Madurodam, poté jej restauroval akademický sochař František Bartoš. Před poslední zahraniční výstavou jej mohli návštěvníci vidět na druhém nádvoří Pražského hradu v Plečnikově síni. V březnu 1970 se představil na londýnské výstavě Ideal Home Show, kde si jej prohlédla i anglická královna Alžběta II.

### Opravy po roce 1967
Povětrnostní vlivy, výkyvy teplot, vlhkost vzduchu i cesta po moři a silnicích se na betlému podepsaly. V roce 1968 prošel rozsáhlou restaurací. Tu provedl akademický sochař František Bartoš z Hradce Králové, původně se přihlásila skupina pražských restaurátorů, ovšem jejich finanční požadavek (údajně přes sto tisíc) byl odmítnut. Dřevo napustil blíže neurčenou konzervační látkou a to získalo tmavší odstín. Za tuto úpravu byl kritizován, avšak někteří znalci soudí, že betlém je od té doby barevně zajímavější. Bartoš rovněž doplnil figurku slona, která chyběla od výstavy Expo v Montrealu. Avšak její řezbu nepřizpůsobil původnímu stylu. Figurky nelepil vhodnými lepicími materiály, nýbrž celé díly i detaily sbíjel různě velkými hřebíky. Například poškozenou nohu kozla „podpírá“ 40milimetrový kovový vrut. Několik postaviček sňal z kostry betlému a po zpětné montáži se již nepohybují.
V roce 1972 byl betlém přemístěn do haly Památníku města Třebechovice pod Orebem. Zdejší ředitelka Marie Vaclíková jej nechala fotograficky i odborně zdokumentovat. Další oprava z roku 1974 napravila chyby a škody z předchozích prací. Betlém byl rozebrán až na postavičky, které se přímo zapojují do pohybového mechanismu. Po opětovném vyčištění byly odstraněny natlučené hřebíky alespoň tam, kde to bylo možné. Opravu prodělal i poškozený kozel. O konzervaci vznikl kolaudační protokol. Od roku 1974 na konci listopadu probíhá každoroční důkladná prohlídka, očista od prachu a mazání mechanismu, což brání mechanickému opotřebení pohybového ústrojí. V roce 1975 jej Karel Němec zakonzervoval.
V období od 17. října 2014 do 30. dubna 2016 proběhla celková rekonstrukce betlému. Práce vedl kolektiv restaurátorů pod vedením Tomáše Bárty.

## Současnost

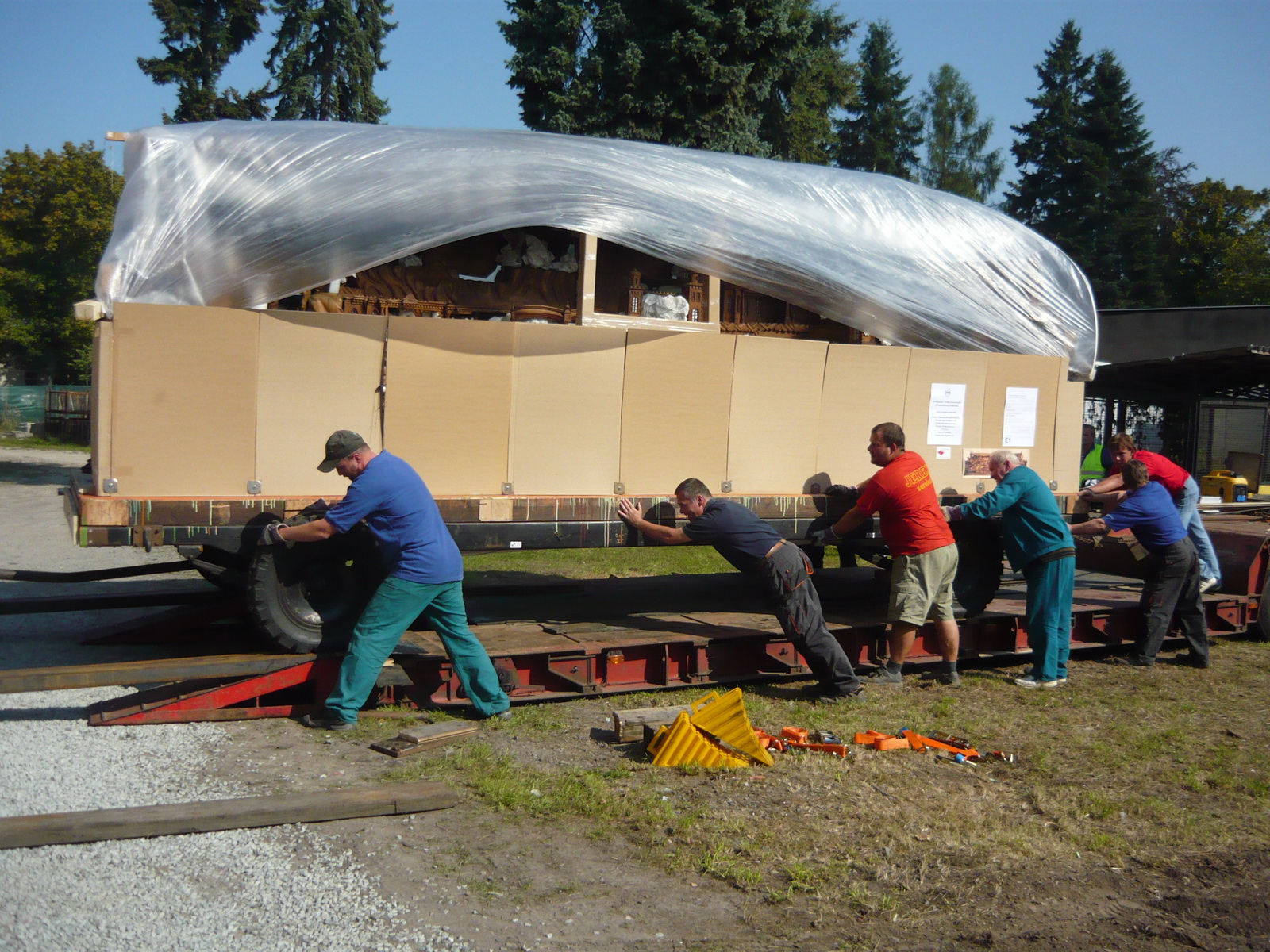
Přeprava Třebechovického betlému do náhradních prostor 26. září 2011

Po úspěších na světových výstavách do Československa přicházely žádosti k zapůjčení pro výstavy od zahraničních podnikatelů a kulturních institucí. Proboštův betlém se však vrátil zpět do přístřešku, který vybudoval František Skřivan. Stavba byla shledána jako nevyhovující a proto začala svépomocná výstavba budovy, kam se betlém přestěhoval o Vánocích 1972. Od té doby spadá do sbírky Třebechovického muzea betlémů. Po Sametové revoluci byla podána žádost o vydání betlému do osobního vlastnictví, soudy všech instancí rozhodly o jeho ponechání v majetku města. Dne 16. června 1999 byl nařízením vlády prohlášen za národní kulturní památku.
Třebechovické muzeum betlémů bylo od 2. května 2011 uzavřeno z důvodu výstavby nové budovy a betlém byl od 26. září 2011 do června 2013 umístěn v náhradním depozitáři v Hradecké ulici. Z bezpečnostních důvodů nebyl po tuto dobu přístupný veřejnosti.. Původní budova muzea z šedesátých let byla stržena a na jejím místě byla postavena budova nová. Na jaře 2013 byla zkoulaudována a dne 20. června 2013 byl betlém převezen zpět. Muzeum bylo slavnostně otevřeno dne 5. září 2013 a veřejnosti je znovu přístupné od následujícího dne.

## Popis
Třebechovický Proboštův betlém je zcela unikátní z hlediska výtvarného a etnografického, ale i technického. Vyniká také díky kvalitní estetice, která nebyla na rozdíl od většiny ostatních pohyblivých betlémů potlačena právě kvůli pohyblivosti. Betlém obsahuje více než dva tisíce součástí. To zahrnuje 351 figurek, z nichž se přes dvě stě postaviček pohybuje. V dolní části najdeme především světské postavičky, za jejichž předobraz sloužili třebechovičtí obyvatelé, kteří jsou zachyceni při vykonávání v té době běžných řemesel. Uprostřed třetího podlaží stojí jesličky s narozeným Ježíškem. Na čtvrtém až sedmém patře se odehrávají biblické výjevy od Zvěstování pastýřům přes scény z Ježíšova života až po jeho nanebevstoupení. Celý betlém až na několik součástí je ze dřeva. Na figurky tvůrci použili dřevo lipové, pohyblivý mechanismus byl vytvořen z habrového a bukového dřeva a pohání jej elektrický motorek. Betlém má rozměry: délka 6,9 m, výška 2,2 m a hloubka 1,9 m. Váží tři tuny, bez podvozku 1,2 tuny. Pracovník muzea Kamil Andres v roce 1999 vytvořil repliku části betlému a jeho mechanismu. Replika je ve vlastnictví muzea, které ji příležitostně vystavuje. V letech 2014-2016 proběhla celková rekonstrukce betlému.

### Figurky

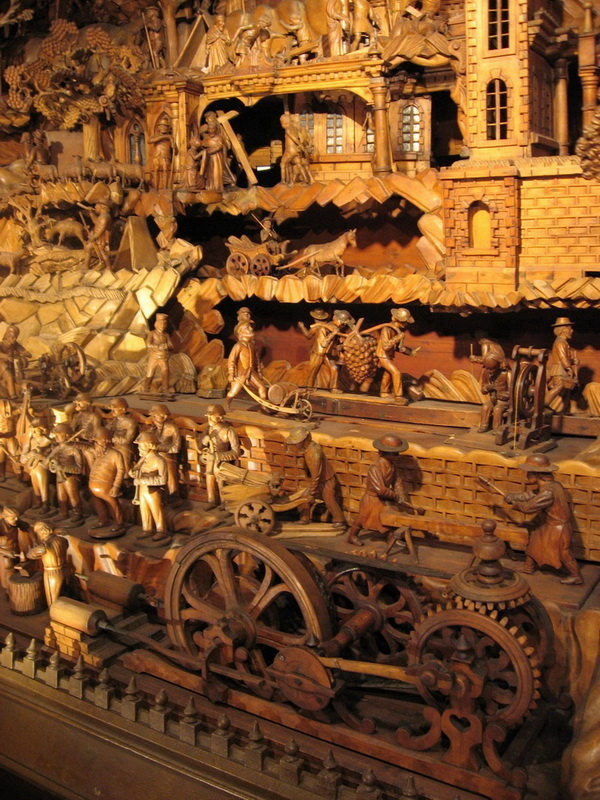
Levá část betlému, parní stroj, řemeslníci a darovníci

Třebechovický betlém v sobě spojuje vánoční a pašijový betlém a zároveň biblické příběhy i postavy z reálného života malého města na přelomu 19. a 20. století. Navázal na tradici tzv. postních betlémů, zobrazuje totiž i celou scénu Utrpení Páně, včetně Snětí Ježíše z kříže. Dohromady betlém obsahuje přes dva tisíce součástí (inventárně 2033 kusů). Krajinu tvoří sedm teras a jedna malá teráska. Ty zaplňují postavičky představující domorodé obyvatele Čech i biblické postavy. Z 351 figurek se sto padesát hýbe pomocí pásů a padesát jedna postaviček vykonává složitější pohyby připomínající ty lidské. Jsou vyřezány z lipového dřeva, údajně jen tři pocházejí z dřeva hruškového. Figurky jsou zhruba 10–20 cm vysoké a na rozdíl od většiny betlémů nejsou polychromované, čímž autoři chtěli zdůraznit jednotu materiálů.
V dolní části betlému se nacházejí figurky místních řemeslníků, kteří se v nich poznávali. Pro mnoho reálných postav sloužili jako předobraz lidé z Pitrovy ulice, kteří chodili betlém obdivovat již při jeho vzniku. Podle pamětníků však i obličeje některých biblických postav připomínají třebechovické obyvatele. Mezi postavičkami najdeme i Probošta jako truhláře a Kapuciána jako rozvážného starce. Celkově betlém obsahuje 1531 stromů, skal, staveb, strojů, hudebních nástrojů a zvířat. Na tyto části bylo použito dřevo z buku, jasanu a výjimečně i z třešně. Na rozdíl například od králických betlému tu není zobrazeno příliš druhů zvěře, chybí hlavně ty exotické. Ze stromů jsou zastoupeny pouze lípy a zimní dub, nejsou tu žádné palmy či akáty.
Dva světy (světský a biblický) symbolizují i dva řezbářské styly. Biblické postavy nosí splývavá roucha a jejich gesta připomínají neosobní nazarenský styl. Hlavy apoštolů a některých pastýřů jsou ušlechtile antikizující s pěstěnými kadeřemi. Při jejich tvorbě čerpali autoři ze sochařských výtvorů v kostelech či z mladších a starších rytinových reprodukcí v Bibli. Druhý styl představuje vyobrazení třebechovických občanů. Je možné uvažovat i o třetím stylu, kterým je Proboštova naivní kresba, která se liší od Kapuciánova popisného realismu. Možná však v některých případech jde o řezby Viléma Krištofa. Proboštovy postavičky trpí disproporcemi (mají velkou hlavu a krátké nohy) a jsou propracovány jen na straně diváka, odvrácená strana prošla opracováním jen zhruba. Mezi Proboštovy postavičky patří především chalupníci přinášející dary. Podle jiného pamětníka Kapucián opravoval i některé Proboštovy figurky, které jsou většinou umístěny dále od diváka. V oblečení postav najdeme nesrovnalosti. Strážci Herodesova paláce sice mají „turecké“ kalhoty, avšak jejich čepice se podobají c. k. vojenským čepicím, které Probošt za dvanáct let vojenské služby dobře poznal.
Nelze zjistit, zda současná podoba betlému je stejná jako ta za Probošta, protože betlém ležel několik let po jeho smrti částečně rozebraný v bednách v kůlně. Z 90. let 19. století pochází pravděpodobně první fotografie betlému. Autorství se připisuje Josefu Proboštovi. V té době se betlém stavěl ještě rohově. I když je snímek špatné kvality, lze rozpoznat, že v té době ještě neobsahoval tolik postaviček a výjevů jako v současnosti. Neliší se pouze biblická část, která se zdá dokončená. Podle časopisu Betlémář byl betlém již v té době částečně pohyblivý. Část ozdobných částí uprostřed baldachýnu nad jesličkami je nedokončená, ale při běžném zhlédnutí to není příliš patrné. Některé děje se časově prolínají a některé sousední děje na sebe nenavazují. Psaný výklad dějů chybí, proto je možná různá interpretace.

#### Světská část

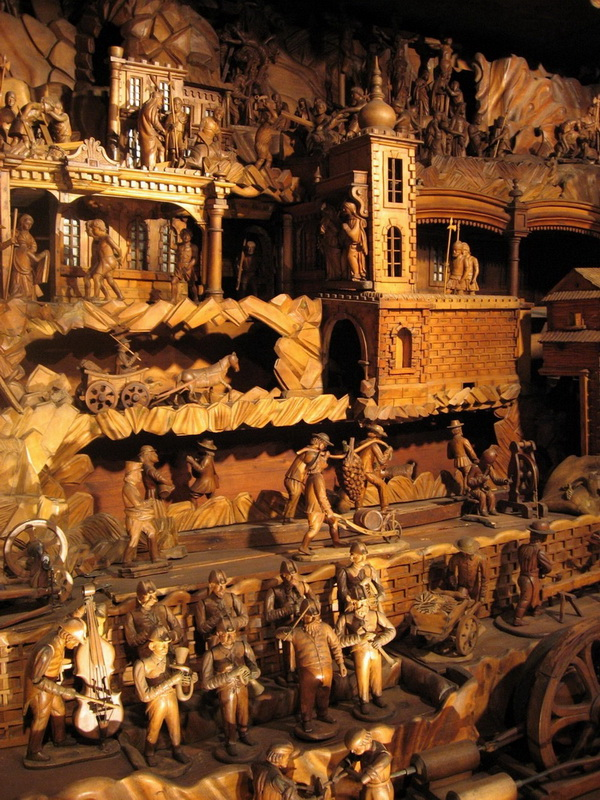
Levá část betlému s Jaroměřského kapelou

Před betlémem uprostřed stojí pohyblivé postavičky chlapce a dívky, které v rukou drží cínové misky. Ty mají návštěvníky taktně upozornit na zaplacení vstupného. Celé levá strana znázorňuje krajinu z okolí Třebechovic. Tomu nasvědčuje i model dřevěné kapličky se zvonicí z hory Oreb. Nacházejí se zde lidové stavby jako větrný a vodní mlýn, poustevna a ovčín. Mlýny v betlémech vyjadřují překonání Starého zákona Novým. Větrný mlýn byl vytvořen podle toho, který do poloviny 20. století stál v Libranticích. Vyřezávané stromy podle Vaclíka patří mezi nejkrásnější v českých vyřezávaných betlémech. Tuto část pravděpodobně zaplňují figurky vyřezané Proboštem (až na skupinu tří pastýřů naslouchajících zvěstování).
Na první spodní terase se na levém okraji nachází chalupnická světnice, kde švec flokuje na verpánku podešve, podle Zemanové (2004) se může jednat o mistra Kavu, Odónka Černého nebo Jana Halounka z náměstí. Tovaryš pryskyřicí protahuje dratev a učedník leští hotovou holínku. Vzadu v koutě sedí u pece na lavici žena, která spřádá koudel na kolovrátku. Vedle chalupnické světnice stojí otevřená síň selského stavení se starodávnou pecí na chleba. Pekař v díži míchá kopistem těsto na chléb a selka stlouká máslo. Tu vyřezali podle Proboštovy sousedky Aninky Černé. Následuje při práci zachycený bednář mistr Kudláček. Postava koláře se pohybuje pomocí táhla vedeného nohou, jež hýbe pravou rukou, ve které drží sekeru a opracovává kolo. Jako předobraz posloužil kolář Jan Vokoun, který zpodobnění dostal jako odměnu za vyřezávání článků dřevěných řetězců podle šablon na pásové pile. Opodál dva svalnatí kováři, bratři Štorkové, bijí do kovadliny.
Na každé straně přízemí stojí jeden model tehdejších prvních parních strojů, které pracovaly v místních koželužnách. Patrně jde o jediné parní stroje stojící v betlémech. Pravděpodobně oba parní stroje zhotovili řezbáři Čistečtí, avšak k tomuto tvrzení neexistují důkazy. I podle těchto parních strojů je zjevné, že si tvůrci dali záležet, aby jejich dílo předvedlo vše nové a zajímavé z Třebechovic. Vedle levého parního stroje se odehrává první biblický výjev – Zvěstování Panny Marie. Modlící se Marie potkává archanděla Gabriela, který jí zvěstuje Ježíšovo narození. Následuje scéna Navštívení Panny Marie, kde si Marie s Alžbětou (matkou Jana Křtitele) v zádveří Zachariášova domu sdělují, že jsou těhotné. Na pravé straně pracuje druhý parní stroj. Opodál na soustruhu vykonává svou profesi soustružník. Na pravém okraji se pod honosnými paláci v podzemí nachází důlní sluj a těžební jáma s horníky.
Na druhé terase u levého kraje stojí u ponku truhlář. O jeho předobrazu se vedou spory. Může se jednat o Jana Podstatu, u kterého se Probošt vyučil, či o Kapuciánovu postavičku Probošta, Proboštův autoportrét nebo tu stojí mistr Krištof. Ze zkoumání Proboštových portrétů Vladimír Vaclík usoudil, že jde o Probošta. Vedle hraje místní devítičlenná kapela, která se skládá z kapelníka Václava Jaroměřského (1857–1900), basisty a sedmi hráčů na dechové nástroje. Podle betlémářské tradice muzikanti oznamují a svou hrou oslavují událost Narození Páně. Kapela tak nahrazuje andělský chór, který najdeme v některých betlémech z 19. století na Svitavsku. Okolo veze muž otep dřeva na dvoukoláku. Vedle dva tesaři, které vyřezal Josef Kapucián, opracovávají kládu. Na pravé straně tká poslední tkadlec v Třebechovicích Karel Zelený u ručního stavu. Dále napravo dva muži řežou pilou strom a další muž jiný kmen rozsekává.
I třetí levou terasu tvoří figurky zpodobňující místní řemeslníky a velký počet darovníků putujících do Betléma. Jsou umístěny na pohyblivých pásech. Na okraji se pase čtyřčlenné stádo ovcí, nad ním se na lávce trkají dva kozli. Od nich oddělen skálou pracuje nožíř u brusu. Následuje chalupnice s hrnkem mléka, kousek dál veze kolomazník soudek kolomazi na trh. Podle Zemanové (2004) se však jedná o soudek vína či piva, což má připomínat Večeři Páně. Dva provazníci splétají dlouhé lano. Vedle zvědové Jozue a Káleb nesou velký hrozen vína zavěšený na sochoru. Réva vinná naznačuje úrodnost země zaslíbené a Kristovu krev. Okolo procházejí muž nesoucí košík jablek (plody stromu života), darovník s husou v nůši a další muž s kloboukem a holí. Syn obchodníka na náměstí Pepík Kánský posloužil jako předobraz mládence s vánočkou v podpaží. Darovník s vánočkou je nedílnou součástí většiny betlémů. Vánočka symbolizuje univerzální eucharistický dar, jako obilný výrobek též naznačuje Kristovo tělo (tedy eucharistický pokrm podobně jako hostie). Toto pečivo rovněž tvarem připomíná zavinutého Ježíška či obilný klas. Mezi nejzdařilejší figurky darovníků patří babička vedoucí kozla na provázku. Tuto postavičku vyřezali podle Ančky Baršové zvané Barška, která takto každý den vodila své zvíře od města k Libranticím. Místní blázen Janek putuje k betlému v širokém klobouku. Pro postavičku řezníka posloužil skutečný řezník Antonín Kolenec. Na pravé straně těsně u stavení pracuje svatý Josef, kterému pomáhá Ježíš, jenž nese náruč dřeva modlící se Panně Marii. I na pravé straně se nacházejí skupiny darovníků, mezi nimiž svým zpracováním vynikají muž nesoucí za krkem ovci a žena přinášející vánočku v krosně. Dva lesníci, bratři Zábranští, nesou ulovenou srnku. Mlynářský chasník Arnošt Štěpánek zvaný Eňa nese na rameni pytel.

#### Biblická část

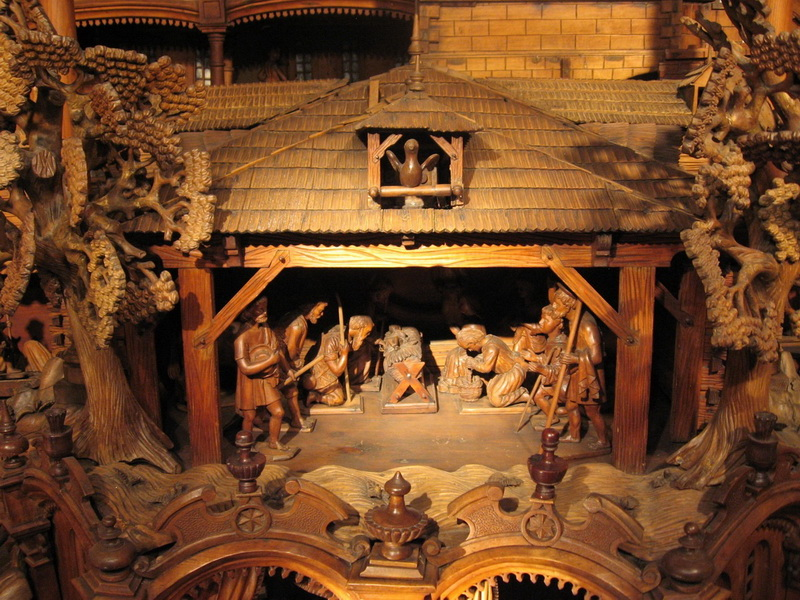
Scéna narození Páně

Ve středu třetí terasy je vyobrazena scéna Narození Páně. Pod dvěma košatými lípami stojí jednoduché roubené stavení. To nepřipomíná ani jeskyni ani bortící se skálu (symbol rozpadu Starého zákona a vzniku Nového), jak je poměrně časté v betlémech. Uprostřed stavení stojí jesličky s Ježíškem, které kolébá svatý Josef. Tomu přihlíží klečící Panna Marie. Vzhledem k datu vzniku betléma (přelom 19. a 20. století) je nezvyklé, že jesličky kolébá muž – svatý Josef. Na pozadí roubenky se pohybuje anděl. V blízkosti jesliček se pokorně klaní sedm pastýřů, z nichž někteří opatrně nahlížejí do kolébky. U žlabu žvýkají vůl a osel. Z vikýře nad Josefem vykukuje kukačka, která symbolizuje lidovou pověru. Při její tvorbě se třebechovičtí betlémáři inspirovali mechanickým betlémem Longina Vittiga ve Vambeřicích. Jesličky byly při původním rohovém stavění betlému umístěny nad zdobným obloukem středového dílu.
Na levém kraji čtvrtého podlaží kvete další lípa. Na té sedí Ludva Fabián, který chodil k Proboštům krást hrušky. Ten je tu zobrazen ještě jednou o patro výš. Jednou jej vyřezal Kapucián a podruhé pravděpodobně Probošt. Pod lípou se odehrává biblická scéna Zvěstování pastýřům. Pastýř přikládá roh k ústům a troubí, vedle na zemi odpočívá další ovčák a u něj leží ovčácký pes, který značí víru a oddanost křesťanství. Napravo od nich se pase stádo ovcí a kozlík. Beran v čele stáda symbolizuje podle Nového zákona Krista jako hlavu církve. Toto zvíře se často používalo jako obětní dar, což naznačuje Ježíšovu oběť při ukřižování. Napravo od stáda stojí další troubící pastýř. Opodál bohatší darovníci, především sedláci, vezou dary na bryčkách, které táhnou koně. Jeden z povozů má jako náklad dva pytle a druhý dvě vánočky. Mezi sedláky najdeme také mlynáře Dotřela, jehož velký klobouk prý zcela záměrně připomíná pokrývku hlavy blázna Janka.
Pravou stranu čtvrtého patra tvoří průvod Tří králů, který je nezvykle uložen poměrně daleko od jesliček. Obvykle bývá situován přímo do betlémské stáje či do její bezprostřední blízkosti. V Třebechovickém betlému se však řadí až na konec řady dárců. Tříkrálový průvod kromě samotných králů tvoří dvořané, kteří nesou královské dary monarchů z východu (zlato, kadidlo, myrhu), jednohrbý a dvouhrbý velbloud a slon. Originál slona byl odcizen na světové výstavě EXPO v Montrealu, jedná se tedy pouze o repliku. Původní figurky Tří králů vytvořil Josef Probošt. Ovšem tyto třiceticentimetrové figurky vyřezané podle soch v kostele svatého Ondřeje Kapucián nahradil svými menšími řezbami.
Na páté až sedmé terase se v jednotlivých architektonicky zdobných výklencích odehrávají scény z Ježíšova života. Na pátém patře dále pokračuje scéna Zvěstování pastýřům, kdy tři pastýři se šestičlenným ovčím stádem pohlížejí na betlémskou hvězdu a sundávají z hlav klobouky. Stojí u rozkvetlé lípy, na které sedí Ludva Fabián. Vedle svatá Veronika podává Ježíšovi, který nese kříž, roušku, aby si otřel krví zbrocenou tvář. Ježíš dále pokračuje v cestě do Golgoty. Na šestém podlaží stojí suchý strom (zimní dub) jako symbol pouště, kde se lidem často prostřednictvím odříkání zjevuje Kristus. U stromu stojí pastýř se psem ze scény Zvěstování pastýřům.
Vraždění neviňátek poutá pozornost díky detailně zobrazenému utrpení matek, které ztratily své děti. Scénu Zasvěcení v chrámu nebo také Uvedení Páně do chrámu tvoří prorok Simeon s Ježíškem v náručí a svatá prorokyně Anna. Útěk do Egypta zobrazuje svatého Josefa s holí, který provází Pannu Marii jedoucí na volovi s Ježíškem v náručí. Výjev, kde Panna Marie s Josefem putuje do Betléma, může být vykládán i jako rodiče hledající svého syna, jehož najdou mezi mudrci při výkladu Písma. Tato scénka se také nazývá Dvanáctiletý Ježíš mezi mudrci. Jedna z postaviček židovské velerady, stojící holohlavý mudrc, je Kapuciánovým autoportrétem.
V pašijové části najdeme Ježíše po odsouzení ve všech skupinách Křížové cesty až po Nanebevstoupení. Zobrazení pašijového týdne je výjimkou mezi betlémy. Najdeme tu i další výjev – Ježíš v zahradě Getsemanské. Ve scéně Poslední večeře Páně si Jidáš pravou rukou tře zamračené čelo skloněné hlavy a v levé ruce žmoulá v klíně váček se třiceti stříbrnými. Ukřižování Ježíše je řezba Josefa Probošta, vyřezal tu i členy židovské velerady Nikodéma a Josefa z Arimatie. Scénu Snímání z kříže vyřezal Josef Kapucián z jednoho kusu dřeva. Pravý okraj celého díla zaplňuje směs staveb v historizujících stylech. Například přezdobenost Herodesových hradů a paláců má připomínat orientální stavby. Betlémská hvězda s andělem se nachází až pod stropním dílem betlému.

### Mechanismus
Původně byl betlém postaven do pravého úhlu, ale na přelomu 19. a 20. století došlo k jeho přestavbě do roviny. Původní rohové uspořádání připomíná oblý růžek, který tvořil ozdobný střed betlému. K postavení do roviny pravděpodobně došlo kvůli jednoduššímu umístění na vůz nebo lepšímu uskladnění či kvůli zabudování Frimlova pohyblivého mechanismu. Celý betlém včetně mechaniky je vytvořen ze dřeva a má rozměry délka 6,9 m, výška 2,2 m a hloubka 1,9 m. Váží tři tuny, bez podvozku 1,2 tuny.
V 90. letech 19. století uviděl Probošt velké pohyblivé betlémy a chtěl, aby se pohyboval i ten jeho. Pravděpodobně se inspiroval mechanickým betlémem Longina Vittiga. Nejprve se snažil vodit postavičky jako loutky, poté vytvořil systém provázků, který poháněl hodinový strojek (inspirace Vittigovým betlémem a dvěma betlémy z Frýdlantska). Ovšem ani jedno řešení nefungovalo. Funkční pohyblivý mechanismus zkonstruoval až třebechovický sekerník Josef Friml, který stavěl mechanismy do mlýnů a jiných hospodářských zařízení. Betlém byl do pohybu uváděn ručně klikou. Při sestavování pomáhal i Jan Sedláček. Friml vymyslel soustrojí umožňující pohyb na pásech pro 150 postaviček, z nichž necelých padesát pohybuje hlavou a údy. Některé postavičky musely projít úpravou, aby jejich pohyby působily přirozeněji.
Nejobtížněji realizovatelným pohybem se ukázalo Josefovo kolébání jesliček, údajně jej řešili více než půl roku. Ve scénce u jesliček je vykonáváno přes dvacet synchronizovaných pohybů. Pohyby postaviček se dělí na dva druhy – opakované a opakované se zastavením. Mezi opakující se patří stařena točící kolovrátkem, horníci rubající uhlí, pochodující vojáci či trkající se kozli. Při opakování jiných pohybů nastává krátká přestávka. Například archanděl Gabriel, který zvěstuje Panně Marii Ježíšovo narození se na chvíli pozastaví, než pokračuje ve své pouti; voják probodávající Ježíšův bok nejprve zamíří špičkou kopí než bodne plnou silou; truhlář zpomalí řezání pilkou jakoby narazil na suk; basista táhne smyčcem třikrát, dvakrát a zase třikrát, dvakrát, což pravděpodobně symbolizuje veselou písničku. Poutníci s dary jsou připevněni na soustavě dřevěných řetězů, jež se podobají hnacím řetězům u jízdního kola. Stáří mechanismu omezuje pohyb některých postaviček.
Mechanismus je vyroben z bukového a habrového dřeva. Některá ložiska jsou vyrobena ze zvlášť tvrdého dřeva zvaného lignum sanctum, které si Josef Friml nechal dovést pražskou firmou Rott. Kostra betlému je ze dřeva jehličnatých stromů (především ze smrku a jedle), v roce 1972 ji zpevnila ocelová konstrukce. Zdobné části (především dřevěné krajky a věžičky) si nechali vyrobit ve Švadlákově soustružnictví v Třebechovicích či u mistra Podstaty. Tyto části jsou vyrobeny z běžných druhů dřeva, ale i z cizokrajných ořešáků. Betlémáři Švadlákovým dovezli za odměnu dříví z lesa. Kromě dvou kovových zvonečků, koženého měchu u kukačky a kožených hnacích řemenů je betlém celý ze dřeva. Mechanismus tvoří přes tři sta dřevěných soukolí a 152 ozubených kol o průměru 10–60 centimetrů. Původně byl uváděn do pohybu ručně klikou, tu v roce 1935 nahradil elektrický motorek.

## Replika části mechanismu
Funkční repliku části mechanismu a figurek Třebechovického betlému vytvořil Kamil Andres v roce 1999. Znázorňuje dřevěné pohybové soukolí ozubených kol, které uvádí postavičky do pohybu. Při výrobě aplikoval stejnou technologii, jakou používal Josef Friml. Na kola se vsazenými zuby použil bukové dřevo. Velké kolo s pohyblivým řemenem umožňuje rychlejší převod a snižuje hlučnost. Soukolí pohání malý elektrický motor. Replika patří ke sbírkovému fondu Třebechovického muzea betlémů a je příležitostně vystavována.